# Massacre d'Aurora de 2012
El tiroteig d'Aurora de 2012 fou un tiroteig massiu que va tenir lloc el divendres 20 de juliol d'aquest any durant l'estrena de la pel·lícula El cavaller fosc: la llegenda reneix al comtat d'Aurora (Colorado, Estats Units) realitzat per James Eagan Holmes com a únic participant. L'atac armat fou en una sala de cinema de la cadena Century 16 i va ocasionar dotze morts i cinquanta-nou ferits. James Eagan Holmes, que tenia 24 anys, va néixer el 13 de desembre de 1987 i era estudiant a l'Escola de Medicina de la Universitat de Colorado, tot i que havia abandonat els estudis el juny de 2012. fou detingut immediatament després del tiroteig.
Deu persones van morir durant el tiroteig i dos més mentre eren atesos als hospitals. Amb un total de setanta-una víctimes, és el major tiroteig massiu de la història dels Estats Units. Els ferits van ser atesos en diversos hospitals, incloent un hospital improvisat en l'escena de l'atac. Testimonis no ferits van ser traslladats a la Gateway High School per sessions informatives.

## Tiroteig
L'atac va passar al Cinema 9 al costat del Centre de la ciutat a Aurora. Es va informar que l'agressor va entrar al cinema a mitjançant una porta d'emergència al voltant de mitja hora després d'iniciada la pel·lícula, usant una careta antigàs i una armilla antibales.
El cap de la policia d'Aurora, Dan Oates, va dir en una conferència de premsa que el sospitós va utilitzar dos dispositius per a distreure el públic, que "va encendre un cigarret o alguna cosa" al cinema, abans d'usar un fusell semiautomàtic AR-15, una escopeta Remington calibre 0.12, i una pistola calibre 40 per disparar contra els espectadors del cinema. Se li va trobar una segona pistola Glock el seient de darrere Hyundai blanc darrere del Gunman Shoots.
D'acord amb les fonts de l'FBI, el pistoler va obrir una porta d'emergència a la part posterior del cinema, per anar al seu cotxe per "allistar", i així poder entrar fàcilment al cinema per començar el seu atac. La major part del públic no van sentir que el tirador fos una amenaça quan van entrar al cinema, ja que vestia una disfressa, i d'altres assistents també s'havien disfressat per la pel·lícula i van pensar que el pistoler estava fent una broma, fins que va llançar granades de gas i va començar a disparar. Altres presents van pensar que els trets era una part dels efectes especials de la pel·lícula.
Al voltant de "la primera escena amb armes", un home emmascarat va tirar una granada de fum, que va enfosquir parcialment la vista del públic. El pistoler va treure un fusell i va obrir foc contra el públic, i es va aturar només per recarregar la seva arma. Primer li va disparar a la part posterior de la sala, i després apuntar cap a la gent que estava tractant d'escapar pels passadissos. Algunes bales penetrar la paret del cinema i van ferir persones a la sala número 8, on s'estava projectant la mateixa pel·lícula. Després de sortir, un membre de l'audiència va veure el tirador anar cap a la sortida i li va bloquejar el pas en sostenir la porta d'emergència tancada mentre l'atacant colpejava l'altre costat de la porta.
Les trucades d'emergència es van realitzar a partir de les 12:39 am, i la policia va arribar menys de noranta segons després, gairebé immediatament per copsar el sospitós en entrar a l'escena. Els investigadors creuen que el tirador va actuar pel seu compte i les accions no eren part d'un atac d'una organització terrorista. La policia va entrevistar a dos-cents testimonis per a poder recrear com es va dur a terme l'atac.